# Żychlin (powiat piotrkowski)
Żychlin – wieś w Polsce położona w województwie łódzkim, w powiecie piotrkowskim, w gminie Grabica.
W latach 1975–1998 miejscowość należała administracyjnie do województwa piotrkowskiego.